# Robert Walthour, Jr.

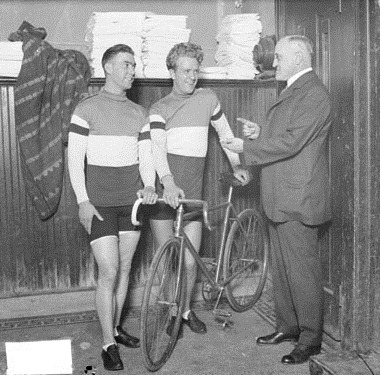
Bobby Walthour (M.) während eines Rennens in Chicago, mit Frank Kramer (r.) und Freddie Spencer

Robert Walthour, Jr., auch Bobby Walthour II., (* 27. September 1902 in Atlanta; † 29. Februar 1980 im Orange County, Kalifornien) war ein US-amerikanischer Radrennfahrer.
Bobby Walthour war Profi-Radrennfahrer von 1922 bis 1937 und trat damit in die Fußspuren seines populären Vater Robert Walthour, der vor dem Ersten Weltkrieg zweifacher Steherweltmeister geworden war. Seine größten Erfolge hatte der Sohn bei Sechstagerennen. Er startete bei 51, hauptsächlich in Nordamerika, und gewann acht. 1928 wurde er für einige Zeit in den USA gesperrt, da er an nicht vom Verband zugelassenen Sechstagerennen teilgenommen hatte. Anschließend trat er im Varieté auf, etwa bei Rennen von Pferd gegen Radfahrer. Nach dem Ende seiner Radsportkarriere arbeitete er in der Filmbibliothek von MGM in Culver City.
Walthours Onkel Jimmy Walthour Sr., Zwillingsbruder des Vaters, trat als Kunstradfahrer mit seiner Frau in Varietés auf. Der Sohn dieses Onkels, sein Cousin Jimmy Walthour, Jr., war ein erfolgreicher Radsportler, ebenso sein Enkel, Robert Walthour IV.
2011 wurde Bobby Walthour in die United States Bicycling Hall of Fame aufgenommen, in der auch sein Vater Robert Walthour und sein Cousin Jimmy Walthour Mitglied sind.